# 西会津町民バス

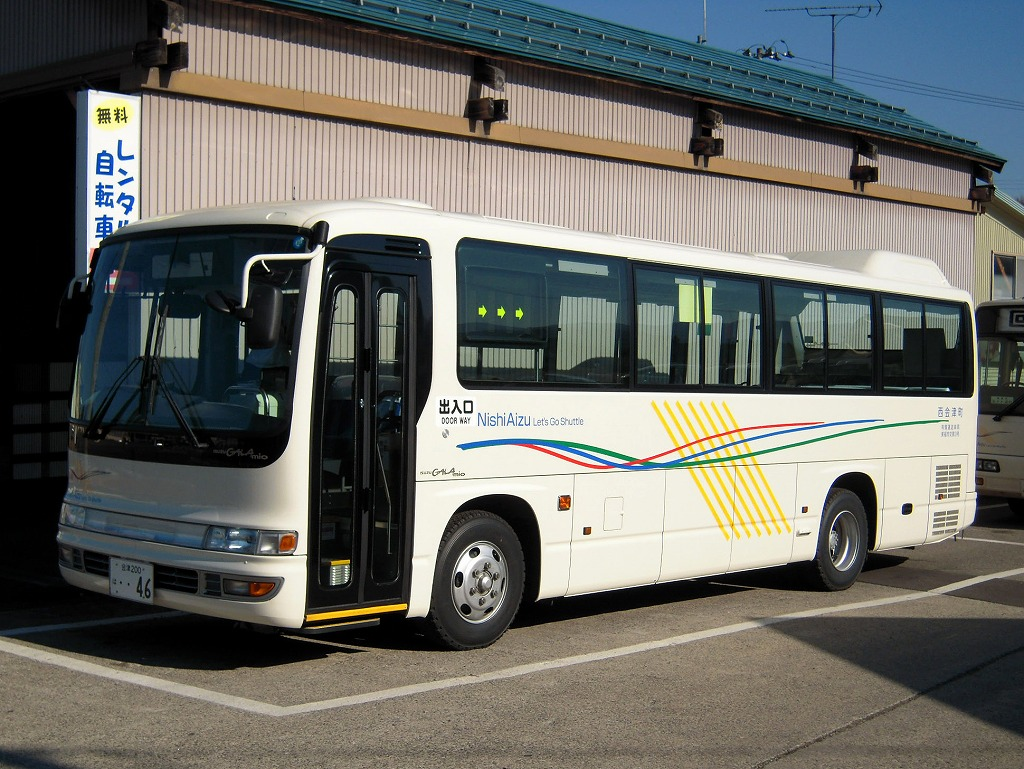
西会津町民バス

西会津町民バス（にしあいづちょうみんバス）は、福島県耶麻郡西会津町にて運行しているコミュニティバスである。「Let's　Go　シャトル」の愛称が付けられている。

## 概要
町内中学校の統合により新たなスクールバスの運行体系が必要になったことや、会津乗合自動車が運行していた町内バス路線の赤字補てんの増大が見込まれること等により、会津乗合自動車の町内バス路線を全廃、スクールバスと統合した形での町民バスの運行に置き換えた。
- 路線は、下記を参照。
- 運賃：野沢尾野本循環線 100円（小学生50円）、野沢坂下線 200円（小学生100円）、高速バス野沢若松線 600円（小学生300円）。
  - 定期券、回数券も発売している。
- 野沢若松線を除く路線は、乗車時前払いで、回数券のみとされているが、現在は現金での支払いも可能となっている。
- 運行形態は、自家用自動車（白ナンバー車）による有償運送で、車両運転業務を会津乗合自動車に委託している。

## 沿革
- 2002年（平成14年）
  - 4月1日 - 幹線のみで運行開始[1]。
  - 4月8日 - 枝線部分の運行開始[1]。
- 2004年（平成16年）4月1日 - 高速バス 野沢若松線の運行開始[2]。
- 2008年（平成20年）4月1日 - 野沢坂下線の実証運行開始[3]。
- 2012年（平成24年）4月1日 - 利用者の予約に応じて集落とまちなかエリアを結ぶ「デマンドバス」と、決まった時間にまちなかエリアを巡回する「野沢尾野本循環線」、野沢と会津坂下町を結ぶ「野沢坂下線」、そして、高速バス「野沢若松線」の運行となった[4][5]。
- 2018年（平成30年）10月 - 定時定路線バスが一部復活[6]。
- 2021年（令和3年）11月 - デマンドバスにおいて、Via Mobility JapanのAI運行システムを導入[7]。

## デマンドバス（こゆりちゃん号）
2012年4月1日より、それまでの幹線（野沢尾野本循環線、野沢坂下線、高速バス野沢若松線を除く）を廃止し、完全予約制のデマンドバスの形態に変更になった。
利用方法は
1. 利用する日の前日までに電話で予約。予約は「デマンドバス予約センター」で受付。
2. 予約の際は、名前、電話番号、利用したい時間やどこで乗り降りするかを受付オペレーターまで伝える。
3. 利用する日の前日夕方に、迎え時間を予約センターから連絡。

## 路線

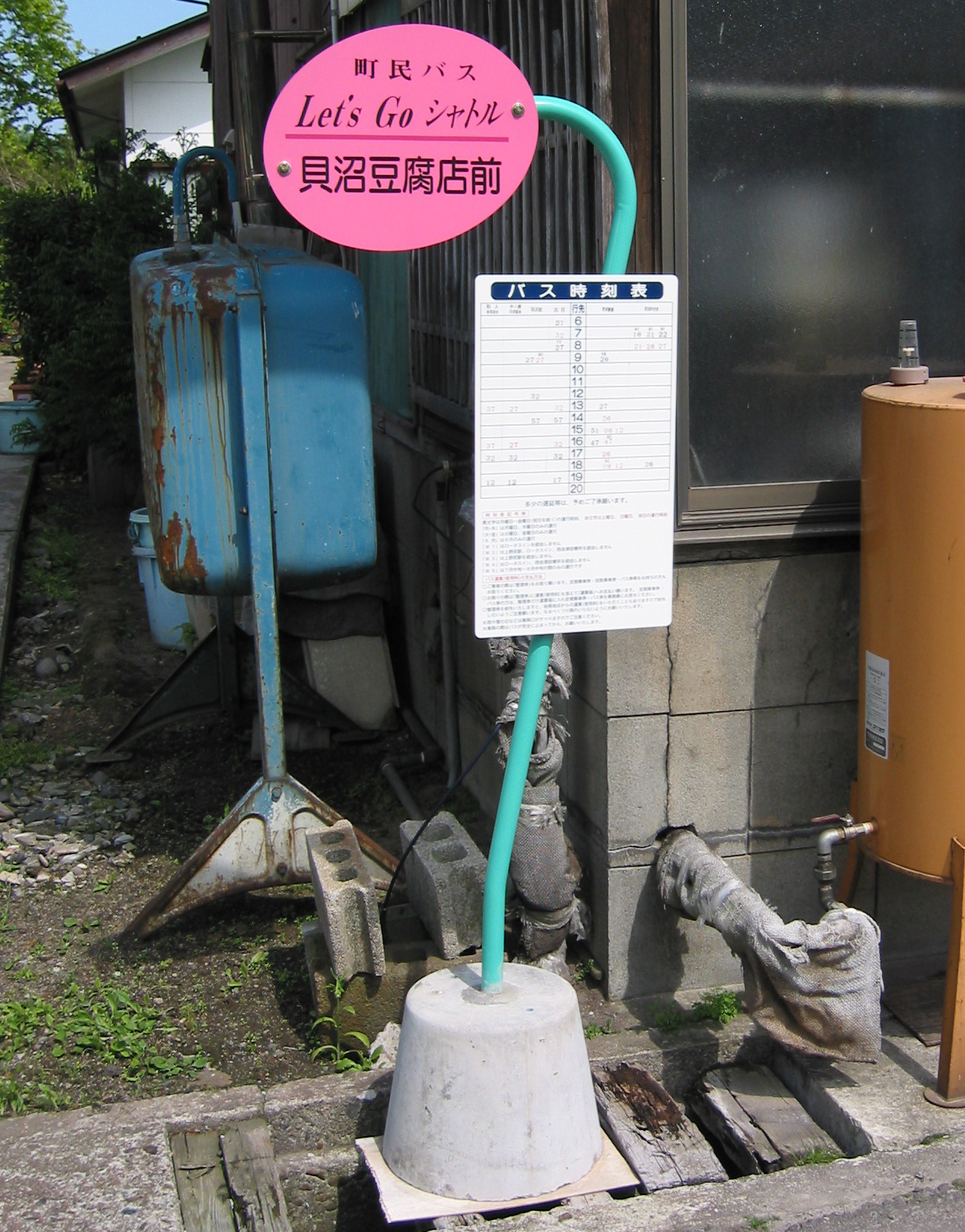
町民バスの過去の幹線のバス停

### 2015年12月1日以降
野沢尾野本循環線
まちなかAコース、まちなかBコースの循環。詳細は西会津町民バスのページ参照。
野沢坂下線
- 野沢駅前 - 石川屋商店前 - 大畑 - 藤街道別 - 坂下厚生病院 - 会津バス坂下営業所
  - 藤街道別～会津バス坂下営業所間は、既存会津乗合自動車路線との競合回避のためクローズドドア扱いになる。

高速バス「野沢若松線」
- 野沢駅前 - よりっせ前 - 石川屋商店前 - （西会津IC） - （磐越自動車道） - （会津若松IC） - 会津アピオ入口 - 会津若松駅前 - 神明通り - 竹田病院前

・2015年度より会津若松市内の発着が鶴ケ城合同庁舎から竹田病院前に変更

・西会津ICバス停は野沢駅前行きの降車扱いのみ

### 2012年3月31日まで

#### 幹線
極入新郷線
- 西会津中学校 - 野沢駅前 - 上野尻駅 - 滑沢 - 樟山 - 丸美屋前 - 向原 - 丸美屋前 - 伊勢屋前 - 極入　

極入線
- 徳沢駅 - 向原 - 丸美屋前 - 伊勢屋前 - 極入
  - 実際の運行は、徳沢線と通しで行われている。

徳沢線
- 野沢駅前 - 上野尻駅 - 群岡小学校 - 白坂 - 徳沢駅
  - 実際の運行は、極入線と通しで行われている。

高陽根線
- 西会津中学校 - 野沢駅前 - 上野尻駅 - 群岡小学校 - 白坂 - 徳沢駅 - 向原 - 丸美屋前 - 出戸

高目線
- 西会津中学校 - 野沢駅前 - 上野尻駅 - 滑沢 - 樟山 - 高目

大久保線
- 西会津中学校 - 野沢駅前 - 大久保

黒沢線
- 西会津中学校 - 野沢駅前 - 石川商店前 - 今泉

西会津インター線
- 西会津インター前 - 野沢駅前

弥平四郎線
- 極入 - 弥平四郎
  - 7月中旬～8月中旬のみの運行、実際は極入線の便の一部がそのまま延長運行される。

#### 枝線
枝線は、日曜日は全路線運休になる（一部は土曜日も運休）。
小綱木線
- 奥川小学校 - 伊勢屋前 - 小屋 - 小綱木 - 大舟沢

松峯線
- 奥川支所 - 丸美屋前 - 出戸 - 松峯
  - 下り（支所前発）は、丸美屋前→松峯→出戸　の経路で運行

荒木線
- 新郷小学校 - 高目 - 荒木

滝坂線
- 新郷連絡所 - 滑沢 - 滝坂本村

八重窪線
- 新郷連絡所 - 樟山 - 井谷 - 八重窪

井谷線
- 西会津中学校 - 野沢駅前 - 八重窪 - 井谷

熊沢線
- 上野尻駅 - 群岡小学校 - 白坂入口 - 熊沢

安座線
- 西会津中学校 - 町役場 - 野沢駅前 - 戸中 - 上安座

尾登線
- 尾野本保育所 - 尾野本小学校 - さゆりが丘 - 上小島 - 松尾 - 尾登

青坂線
- 野沢駅前 - 西会津中学校 - 尾野本小学校 - 縄沢 - 長桜 - 軽沢 - 青坂
  - 便によっては軽沢・青坂と長桜の経路順が入れ替わる。

## 車両

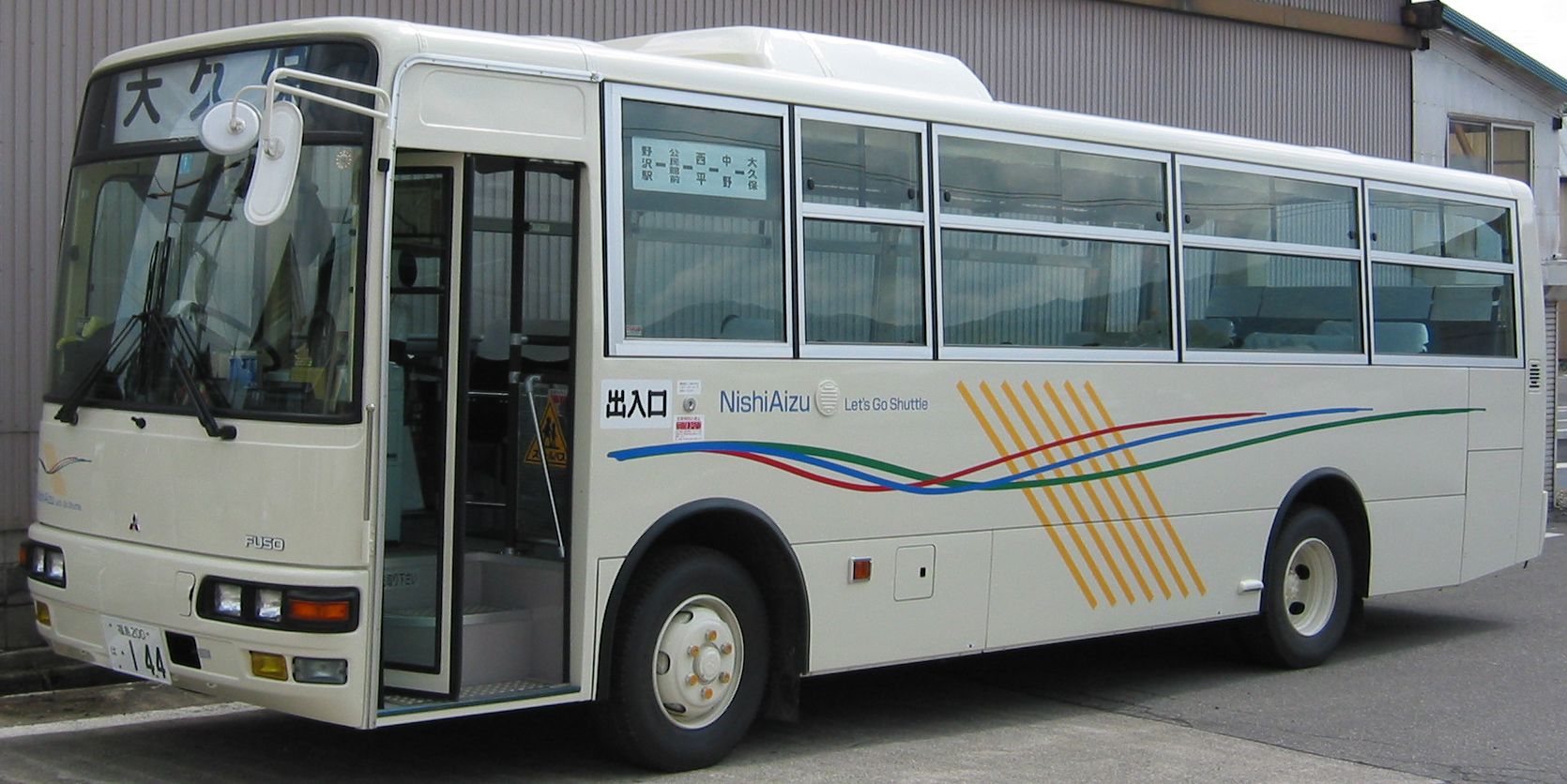
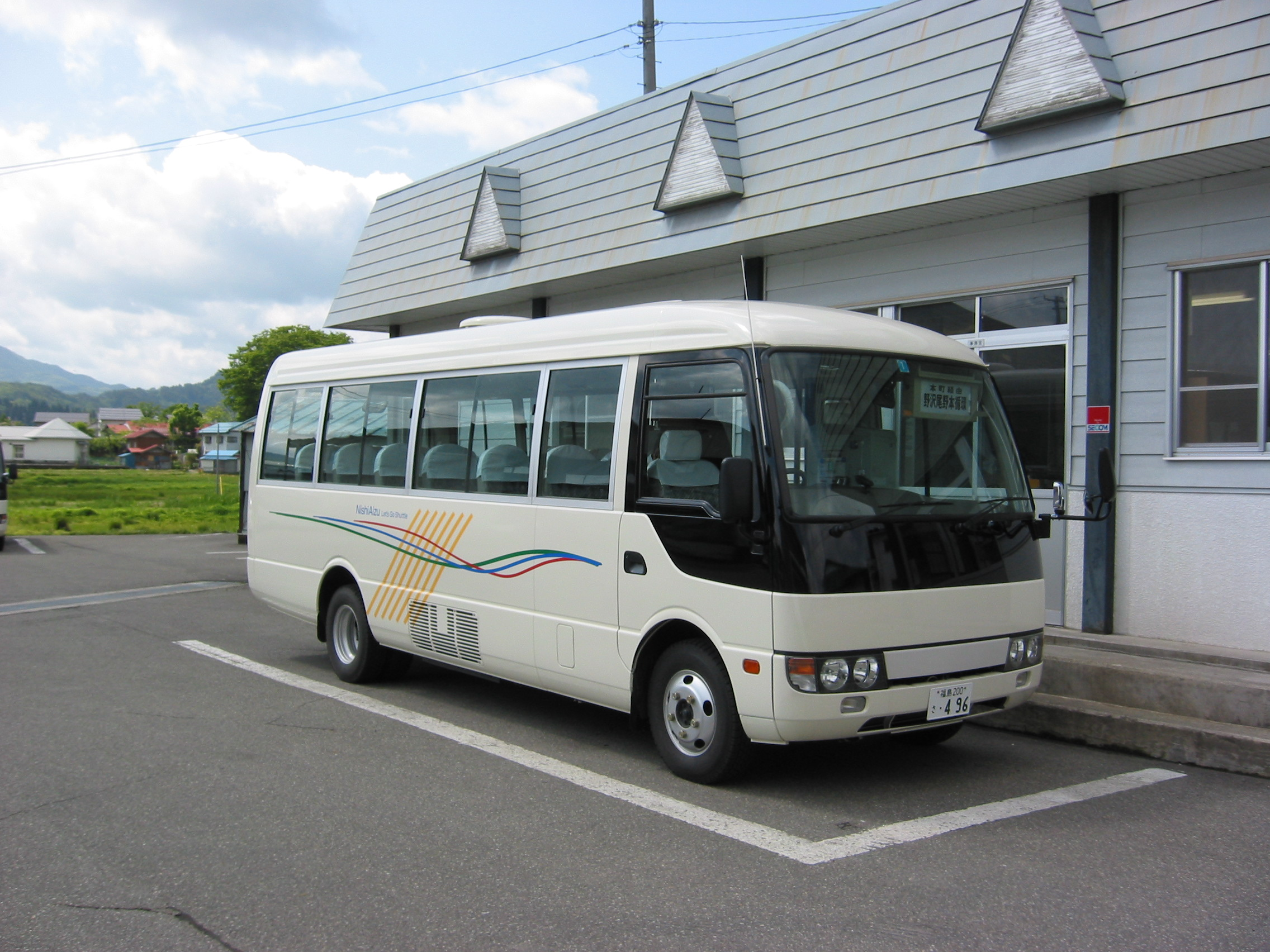